# Sera Naiqama

a Compétitions nationales et continentales officielles uniquement.

b Matchs officiels uniquement.
Dernière mise à jour le 27 octobre 2024.
Sera Naiqama, née le 26 juillet 1995 à Kogarah (Australie), est une joueuse internationale australienne de rugby à XV évoluant au poste de deuxième ligne. Elle joue à la Western Force.
Ses deux frères ainés, Wes Naiqama et Kevin Naiqama, sont des joueurs internationaux fidjiens de rugby à XIII.

## Biographie
Sera Naiqama naît le 26 juillet 1995 à Kogarah en Australie. Elle est d'origine fidjienne et a deux frères ainés, Wes et Kevin, qui sont des joueurs internationaux fidjiens de rugby à XIII.
En 2013, elle commence la pratique du rugby à XV au sein du Sydney University FC. Six ans plus tard, elle signe pour les Waratahs.
En septembre 2022, elle a quatre sélections en équipe d'Australie quand elle est retenue pour disputer la Coupe du monde en Nouvelle-Zélande.
En 2023, elle dispute le Super Rugby Aupiki avec la franchise néo-zélandaise de Matatū.
À l'issue de la saison 2024 du Super Rugby Women's remportée par son équipe des Waratahs, elle n'est pas appelée par la nouvelle sélectionneuse Joanne Yapp pour la préparation de la Pacific Four Series 2024, ni pour le WVX.
Pour la saison 2025, elle signe avec la Western Force.

## Palmarès
- Vainqueur du Super Rugby Women's en 2019, 2020, 2021 et 2024.
- Vainqueur de la Jack Scott Cup en 2024.